# Bøur
Bøur es un poblado de la isla Vágar, en las Islas Feroe (Dinamarca). En 2011 tenía una población de 74 habitantes.
Se localiza en el occidente de la isla, en el fiordo conocido como Sørvágsfjørður, a 4 km al oeste del pueblo de Sørvágur, a cuyo municipio pertenece. Por el occidente, el pueblo más cercano es Gásadalur. con el que se une a través de un túnel. Desde Bøur se tiene una magnífica vista del fiordo, de los islotes Tindhólmur y Gáshólmur, y de los farallones adyacentes.
Bøur se sitúa en un pequeño valle. Las casas están hacinadas, dejando caminos estrechos entre ellas. Un río baja de las montañas desde el norte, forma varias cascadas, pasa por el oeste del pueblo y desemboca en el fiordo. En la costa de Bøur hay una playa de arena, donde se encuentra el único muelle del pueblo.

## Historia
Bøur es un poblado anterior al siglo XIII y por lo tanto uno de los asentamientos feroeses más antiguos, remontándose su historia a la era vikinga. En un documento de 1710 se menciona que Bøur tenía una iglesia, sin embargo, no se sabe cuándo se construyó la primera iglesia del pueblo. La iglesia actual data de 1865; es de dimensiones pequeñas: 11,5 x 7 m.
Bøur tuvo su propio municipio —al que pertenecía también el vecino pueblo de Gásadalur— desde 1915 hasta 2005, año en que se integró a Sørvágur.